# Campionati europei di triathlon middle distance del 1988
I Campionati europei di triathlon middle distance del 1988 (IV edizione) si sono tenuti a Stein, Paesi Bassi.

## Risultati

### Élite uomini
| Pos. | Nome           | Paese          | Totale  |
| ---- | -------------- | -------------- | ------- |
|      | Rob Barel      | Paesi Bassi    | 3:44:50 |
|      | Karel Blondeel | Belgio         | 3:45:59 |
|      | Jürgen Zäck    | Germania Ovest | 3:48:08 |

### Élite donne
| Pos. | Nome            | Paese          | Totale  |
| ---- | --------------- | -------------- | ------- |
|      | Sarah Coope     | Regno Unito    | 4:15:42 |
|      | Irma Zwartkruis | Paesi Bassi    | 4:18:54 |
|      | Anneliese Weber | Germania Ovest | 4:21:50 |